# Ferdinand Schmutzer

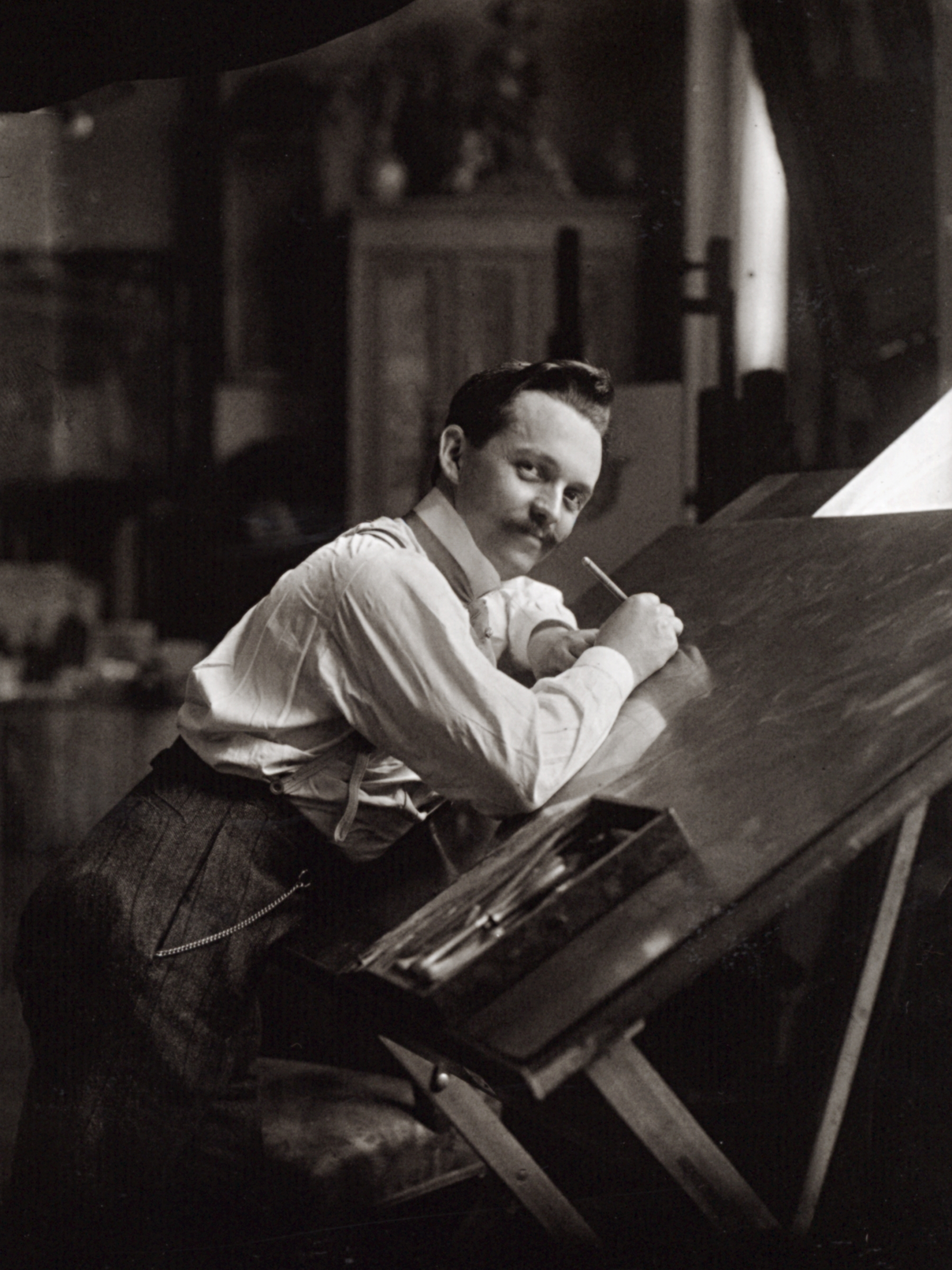
Photographisches Selbstporträt um 1910

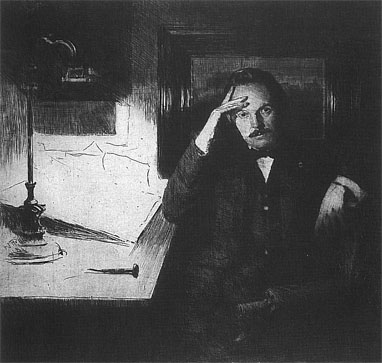
Selbstporträt (1918), Radierung

Ferdinand Schmutzer (* 21. Mai 1870 in Wien, Österreich-Ungarn; † 26. Oktober 1928 ebenda) war ein österreichischer Druckgrafiker, Fotograf und Porträtmaler.

## Leben

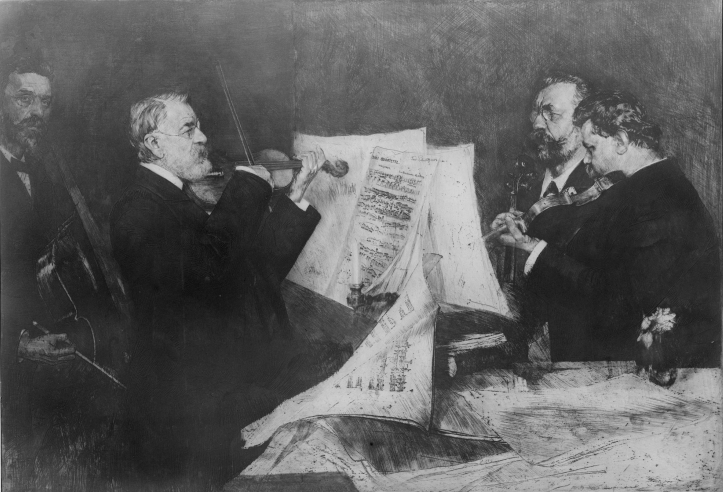
Das Joachim-Quartett (v. l. n. r.: Robert Hausmann, Joseph Joachim, Emanuel Wirth und Carl Halir)

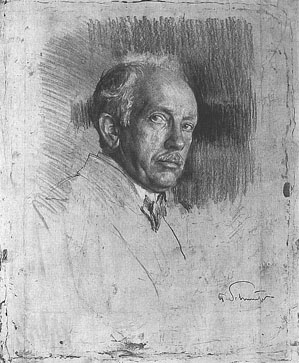
Richard Strauss, Kupferstich 1922

Schmutzer stammte aus einer traditionsreichen Wiener Künstlerfamilie. Sein Urgroßvater Jacob Matthias Schmutzer gründete die „k.k. Kupferstecher-Academie“ in Wien, die bald mit der „k.k. Akademie der vereinigten bildenden Künste“ zusammengelegt wurde. Wie schon sein Großvater und Vater beschäftigte sich Ferdinand Schmutzer zunächst mit Bildhauerei, studierte jedoch im Anschluss an der Wiener Akademie die Malerei. Bei einem Studienaufenthalt in den Niederlanden weckte der Einfluss Rembrandt van Rijns sein Interesse an der Radierung. Schon bald feierte Schmutzer mit seinen Porträts der Wiener Gesellschaft große Erfolge. Prominente Zeitgenossen wie Sigmund Freud, Albert Einstein, Kaiser Franz Josef, die Wiener Philharmoniker oder Karl Lueger standen ihm Modell.
Schmutzer stellte seine Werke international aus und erhielt mehrere Preise und Auszeichnungen. 1901 erhielt er auf der Großen Berliner Kunstausstellung eine kleine Goldmedaille und 1905 eine große. Eine besondere Innovation war die Verwendung großer Formate, die bis dahin in der Technik der Radierung unbekannt waren. 1901 wurde Schmutzer Mitglied der Wiener Secession, 1908 wurde er als anerkannter Meister seines Fachs zum Professor an die Akademie der bildenden Künste Wien berufen. Neben den Großformaten führte er neue Techniken ein: er verwendete neue Ätzverfahren und experimentierte mit neuartigen Nadeln. Von 1922 bis 1924 stand er der Akademie als Rektor vor. 1928 starb Ferdinand Schmutzer 58-jährig in Wien in seiner Villa in der Sternwartestraße. Seine Tochter war die Künstlerin Susanne Peschke-Schmutzer.
Sein ehrenhalber gewidmetes Grab befindet sich auf dem Döblinger Friedhof (Gruppe 42, Reihe 9, Nummer 8).

## Ausstellungen
- Ferdinand Schmutzer – Porträtist des Wiener Geisteslebens (Radierungen) im Kupferstichkabinett der Akademie der bildenden Künste Wien, 21. Oktober 1998–10. Januar 1999.
- Der fotografische Blick des Malers. Die Wiener Gesellschaft aus der Sicht Ferdinand Schmutzers (Vintage Prints) im Wiener Stadt- und Landesarchiv, 8. November 2004–25. Februar 2005.
- Ferdinand Schmutzer (Fotografien) im Fotomuseum Westlicht, Wien, 30. November 2001–24. Februar 2001.
- Ferdinand Schmutzer: Freud und seine Zeit im Porträt (Radierungen, Fotos, Heliogravuren, Dokumente) im Sigmund Freud Museum, Wien, 26. September 2008–25. Januar 2009.